# Made in Tajpan
Made in Tajpan – czwarty album studyjny polskiego piosenkarza Bas Tajpana. Wydawnictwo ukazało się 24 listopada 2012 roku nakładem wytwórni muzycznej Hemp Rec. Gościnnie na płycie wystąpili m.in. Peja, Bilon i Paluch.

## Lista utworów
Opracowano na podstawie materiału źródłowego.
1. "Intro" (produkcja: Machu)
2. "Made in Tajpan" (produkcja: Bob One)
3. "Dla moich ludzi" (produkcja: Bob One)
4. "Polandia" (produkcja: Machu, gościnnie: Bob One, Paluch)
5. "Wolność" (produkcja: R. Ciurko - SLS Riddims 2012, gościnnie: Tribuman, Gutek, Benjahmin)
6. "Raduje się" (produkcja: R.Ciurko - SLS Riddims 2012, gościnnie: Marta Wydra, Marcin "Cozer" Markiewicz)
7. "Spuścizna" (produkcja: Pawulon, gościnnie: Lukas Mamilion, Jr. Stress)
8. "Bas Tajpan" (produkcja: Donatan)
9. "Żmija" (produkcja: R. Ciurko - SLS Riddims 2012, gościnnie: Marcin "Cozer" Markiewicz)
10. "Podróż" (produkcja: R. Ciurko - SLS Riddims 2012, gościnnie: Deadly Hunta, Marta Wydra, Marcin "Cozer" Markiewicz)
11. "Lepszy od samego siebie" (produkcja: Machu, gościnnie: Bilon, Pasterz, Peja)
12. "Radio partyzant" (produkcja: Pawulon, gościnnie: Kłak)
13. "Umarł Babilon" (produkcja: prod. R. Ciurko - SLS Riddims 2012)
14. "Outro"/"Intro" (produkcja: Donatan)